# Anasaitis canosa
Anasaitis canosa là một loài nhện trong họ Salticidae.
Loài này thuộc chi Anasaitis. Anasaitis canosa được Charles Athanase Walckenaer miêu tả năm 1837.

## Hình ảnh

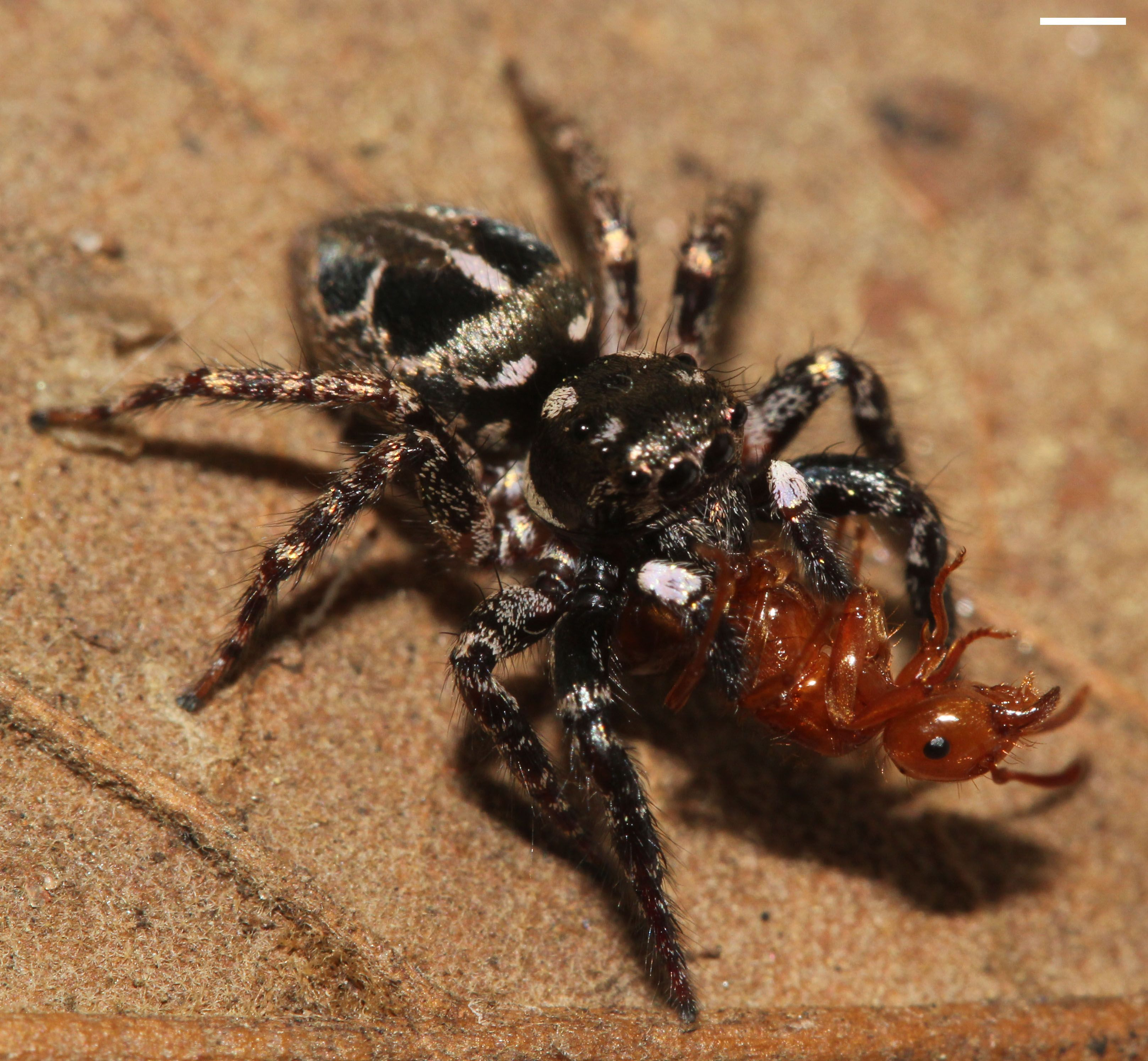
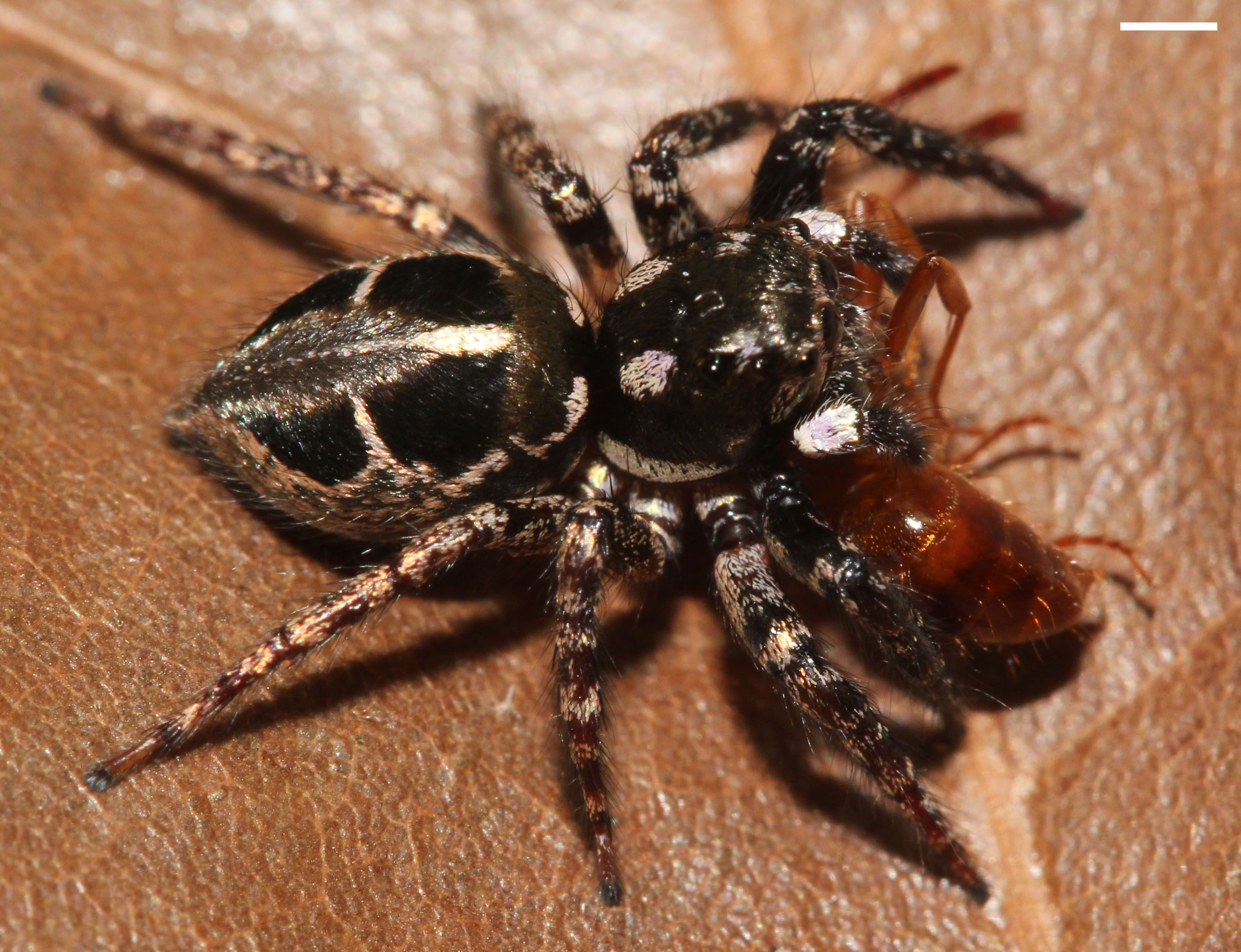
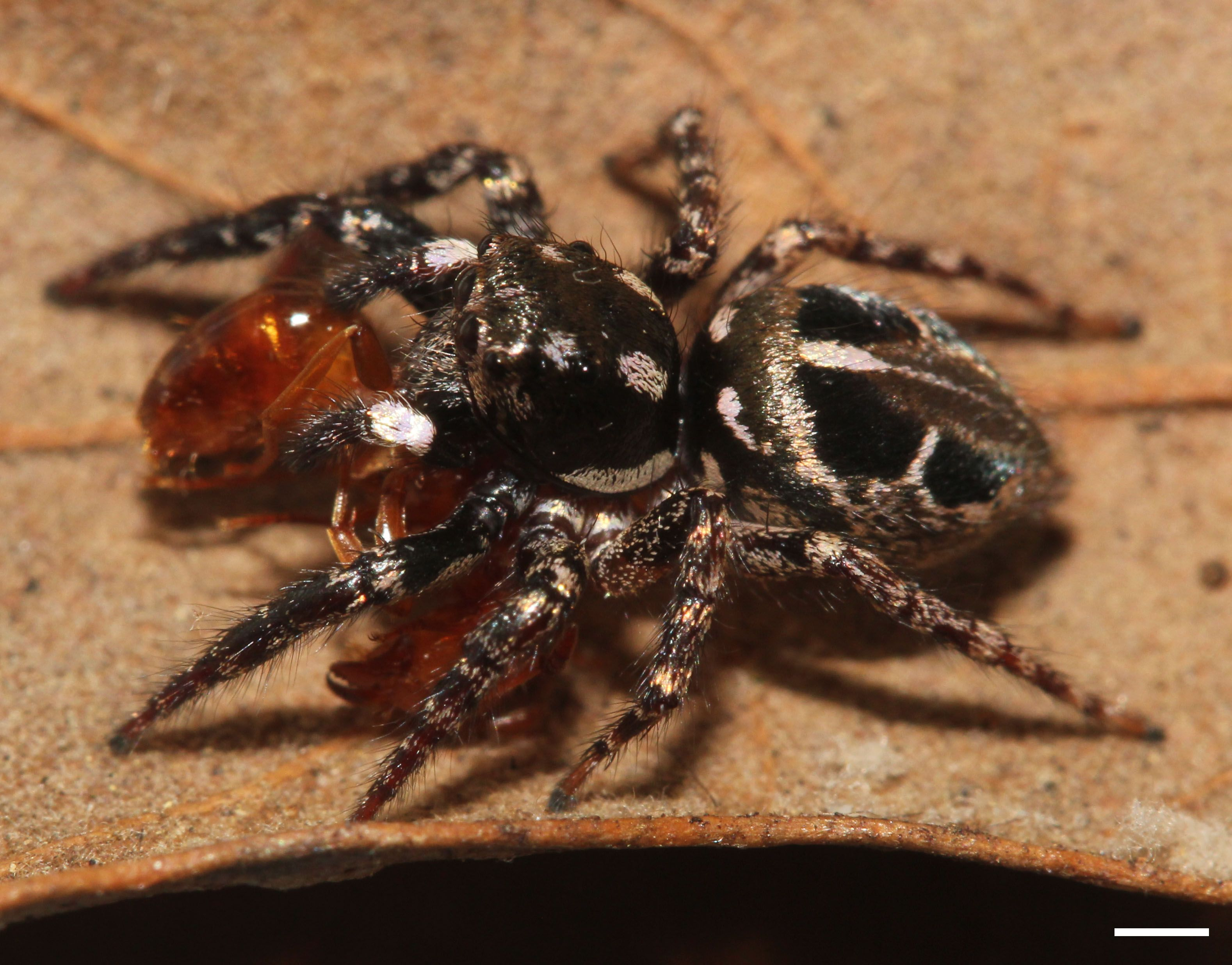
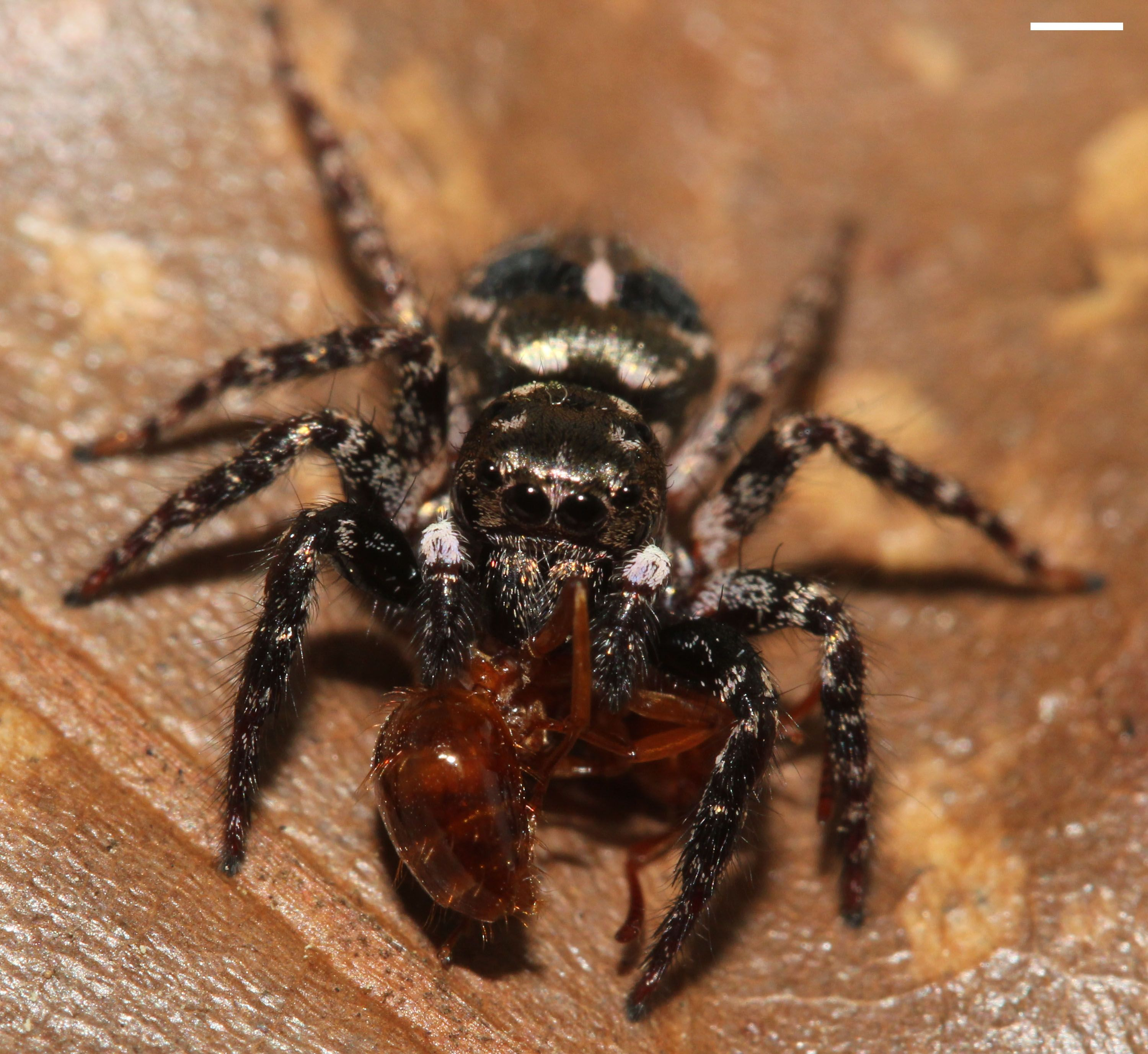